# Lubuli
Lubuli là một thị trấn ở đông nam Eswatini. Nó nằm sát biên giới Nam Phi ngay phía tây bắc thị trấn Nsoko trên con đường giữa nơi đó và Maloma. Vào năm 2007, dân số của nó là 14.419 người.